# Un zâmbet pentru mai târziu
Un zâmbet pentru mai târziu este un film românesc din 1974 regizat de Alexandru Boiangiu. Rolurile principale au fost interpretate de actorii Dumitru Furdui, Marin Moraru, Octavian Cotescu.

## Distribuție
Distribuția filmului este alcătuită din:
- Jana Gorea — Soția lui Spiridon
- Mihai Mereuță — Moș Spiridon, tatăl Valeriei
- Marieta Luca
- Radu Vaida
- Marin Moraru — Stroiescu
- Vasilica Tastaman — Valeria
- Mircea Anghelescu — Col. Sângeorzan
- Olga Tudorache — Maria Drăgulea
- Gheorghe Visu — Marcu
- Costin Prișcoveanu — Ștefan Sofronie
- Mihai Mălaimare — Firicel
- Constantin Bîrliba
- Petre Gheorghiu — Anton
- Ștefan Mihăilescu-Brăila — Gherman
- Dumitru Furdui — Vasile Runcu
- Costel Constantinescu
- Octavian Cotescu — Berbecea
- George Motoi — Valențiu Pop
- Ștefan Radof — Avarvarei
- Dora Ivanciuc — Lucreția